# A Chanticler Hat
A Chanticler Hat è un cortometraggio muto del 1910 diretto da Lewin Fitzhamon.

## Trama
Un uomo legge il lato sbagliato di un ritaglio di giornale e crede che la moglie si sia data appuntamento con un amante.

## Produzione
Il film fu prodotto dalla Hepworth.

## Distribuzione
Distribuito dalla Hepworth, il film - un cortometraggio di 168 metri - uscì nelle sale cinematografiche britanniche nel luglio 1910.
Si conoscono pochi dati del film che, prodotto dalla Hepworth, fu distrutto nel 1924 dallo stesso produttore, Cecil M. Hepworth. Fallito, in gravissime difficoltà finanziarie, il produttore pensò in questo modo di poter almeno recuperare il nitrato d'argento della pellicola.